# August Palme

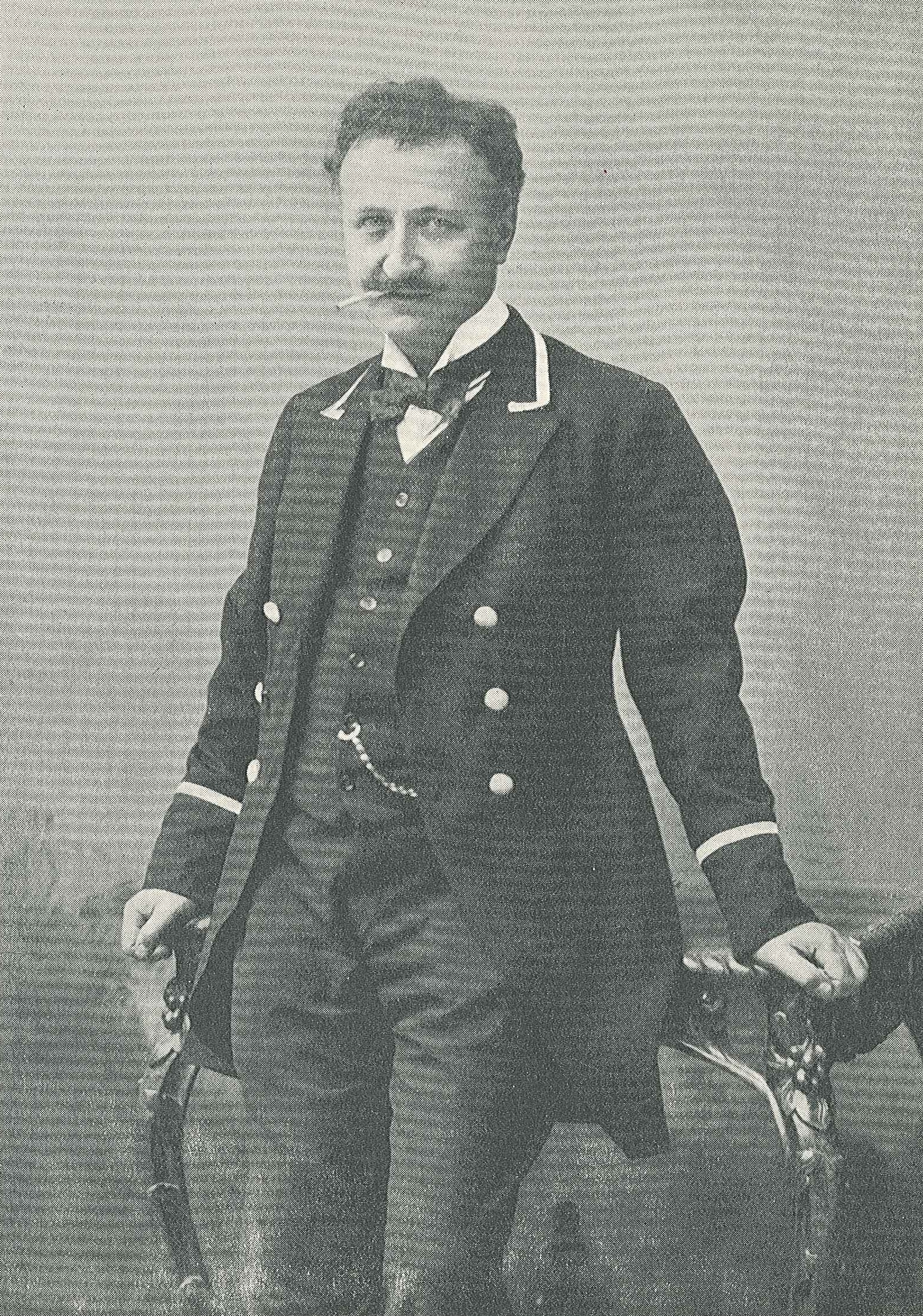
August Palme som Jean i Strindbergs Fröken Julie.

Bror August Palme, född den 18 december 1856 i Kalmar, död den 3 september 1924 i Annecy, Frankrike då han klämdes ihjäl i en hiss, var en svensk skådespelare. Han var kusin till Sven Palme.
Palme var engagerad vid Dramatiska teatern i Stockholm 1885-1921. Han hade 1874–1885 anställningar vid Nya teatern i Stockholm, Svenska Teatern i Helsingfors och Stora teatern i Göteborg. 
Palme blev premiäraktör 1887. Hans spelstil utmärkte sig för ett lyriskt temperament, vars uttryck understöddes av hans mjuka, egendomligt beslöjade stämma. Även i karaktärsroller med komisk anstrykning åstadkom han fullgoda tolkningar. Hans spel var alltid naturligt och oftast träffande. Sin första större framgång vann han med en poetisk framställning av Ambrosius. Även må erinras om hans med lidelsefull styrka genomförda Ernesto i Galeotto, den sanna komik han gjutit kring en sådan gestalt som den slappe och egoistiske självbedragaren Hjalmar Ekdal i Vildanden, hans utförande av huvudrollerna i August Strindbergs dramer Till Damaskus, Sista riddaren och Karl XII samt Jean i Fröken Julie, Tygesen i Geografi och kärlek, Falk i Kärlekens komedi, Laursen i Flykten, Anselmo i En veneziansk komedi och Lysimachus i Titus.

## Filmografi
- 1919 – Jefthas dotter
- 1920 – Bodakungen

## Teater

### Roller (ej komplett)
| År   | Roll                                 | Produktion                                                              | Regi                | Teater                      |
| ---- | ------------------------------------ | ----------------------------------------------------------------------- | ------------------- | --------------------------- |
| 1875 | Gustav Adolf                         | Siri Brahe och Johan Gyllenstierna Gustav III                           |                     | Nya teatern                 |
| 1875 |                                      | Porträttet August von Kotzebue                                          |                     | Nya teatern                 |
| 1885 | Hjalmar Ekdal                        | Vildanden Henrik Ibsen                                                  | Konstantin Axelsson | Stora Teatern               |
| 1885 | Ambrosius Stub                       | Ambrosius Chr. K.F. Molbech                                             | Victor Hartman      | Kungliga Dramatiska Teatern |
| 1886 | Tygeson, professor                   | Geografi och kärlek (Geografi og kærlighed) Bjørnstjerne Bjørnson       |                     | Kungliga Dramatiska Teatern |
| 1887 | Johannes Rosmer                      | Rosmersholm Henrik Ibsen                                                |                     | Kungliga Dramatiska Teatern |
| 1888 | Örnegren, possessionat               | Magister Bläckstadius eller Giftermålsannonsen August Blanche           |                     | Kungliga Dramatiska Teatern |
| 1889 | Ernesto                              | Galeotto José Echegaray                                                 |                     | Dramatiska Teatern          |
| 1889 | Falk                                 | Kärlekens komedi (Kjærlighedens Komedie) Henrik Ibsen                   |                     | Dramatiska Teatern          |
| 1892 | Paul Hofmeister                      | Krig i fred (Krieg im Frieden) Gustav von Moser och Franz von Schönthan |                     | Dramatiska Teatern          |
| 1892 | Valdemar Nyström, löjtnant i flottan | Kära släkten (Den kjære Familie) Gustav Esmann                          |                     | Dramatiska Teatern          |
| 1900 | Maurice                              | Brott och brott August Strindberg                                       |                     | Dramatiska Teatern          |
| 1900 | Romeo                                | Romeo och Julia William Shakespeare                                     |                     | Dramatiska Teatern          |
| 1900 | Antifolus från Efesus                | Förvexlingarne William Shakespeare                                      |                     | Dramatiska Teatern          |
| 1900 | Gringoire                            | Gringoire Théodore de Banville                                          |                     | Dramatiska Teatern          |
| 1901 | Emmanuel Cauvelin                    | Familjeband Gaston Devore                                               |                     | Dramatiska Teatern          |
| 1901 | Roger de Céran                       | Sällskap där man har tråkigt Édouard Pailleron                          |                     | Dramatiska Teatern          |
| 1901 | Tristan                              | Kung Renés dotter Henrik Hertz                                          |                     | Dramatiska Teatern          |
| 1902 | Greve von Neipperg                   | Madame Sans-Gêne Victorien Sardou och Émile Moreau                      |                     | Dramatiska Teatern          |
| 1905 | Jakob                                | Lynggaard & C:o Hjalmar Bergstrøm                                       |                     | Dramatiska Teatern          |
| 1905 | Petrucchio                           | Så tuktas en argbigga William Shakespeare                               |                     | Dramatiska Teatern          |
| 1906 | Grosshandlare Holm                   | Far och son Gustav Esmann                                               |                     | Dramatiska Teatern          |
| 1906 | Skådespelaren Sandalof               | Uppgörelse Ignatij Nikolajevitj Potapenko                               |                     | Dramatiska Teatern          |
| 1906 | Major von Tellheim                   | Minna von Barnhelm Gotthold Ephraim Lessing                             |                     | Dramatiska Teatern          |
| 1906 | Jean                                 | Fröken Julie August Strindberg                                          |                     | August Falcks sällskap      |
| 1908 | Vincenz Arnberg                      | Den stora lidelsen Raoul Auernheimer                                    | Gustaf Linden       | Dramaten                    |